# Nagatinskaïa (métro de Moscou)
Nagatinskaïa (en russe : Нага́тинская et en anglais : Nagatinskaya) est une station de la ligne Serpoukhovsko-Timiriazevskaïa (ligne 9 grise) du métro de Moscou, située sur le territoire du raïon Nagorny dans le district administratif sud de Moscou.

## Situation sur le réseau
Établie en souterrain, à 14 mètres sous le niveau du sol, la station Nagatinskaïa est située au point 101+53 de la ligne Serpoukhovsko-Timiriazevskaïa (ligne 9 grise), entre les stations Toulskaïa (en direction de Altoufievo) et Nagornaïa (en direction de Boulvar Dmitria Donskogo).

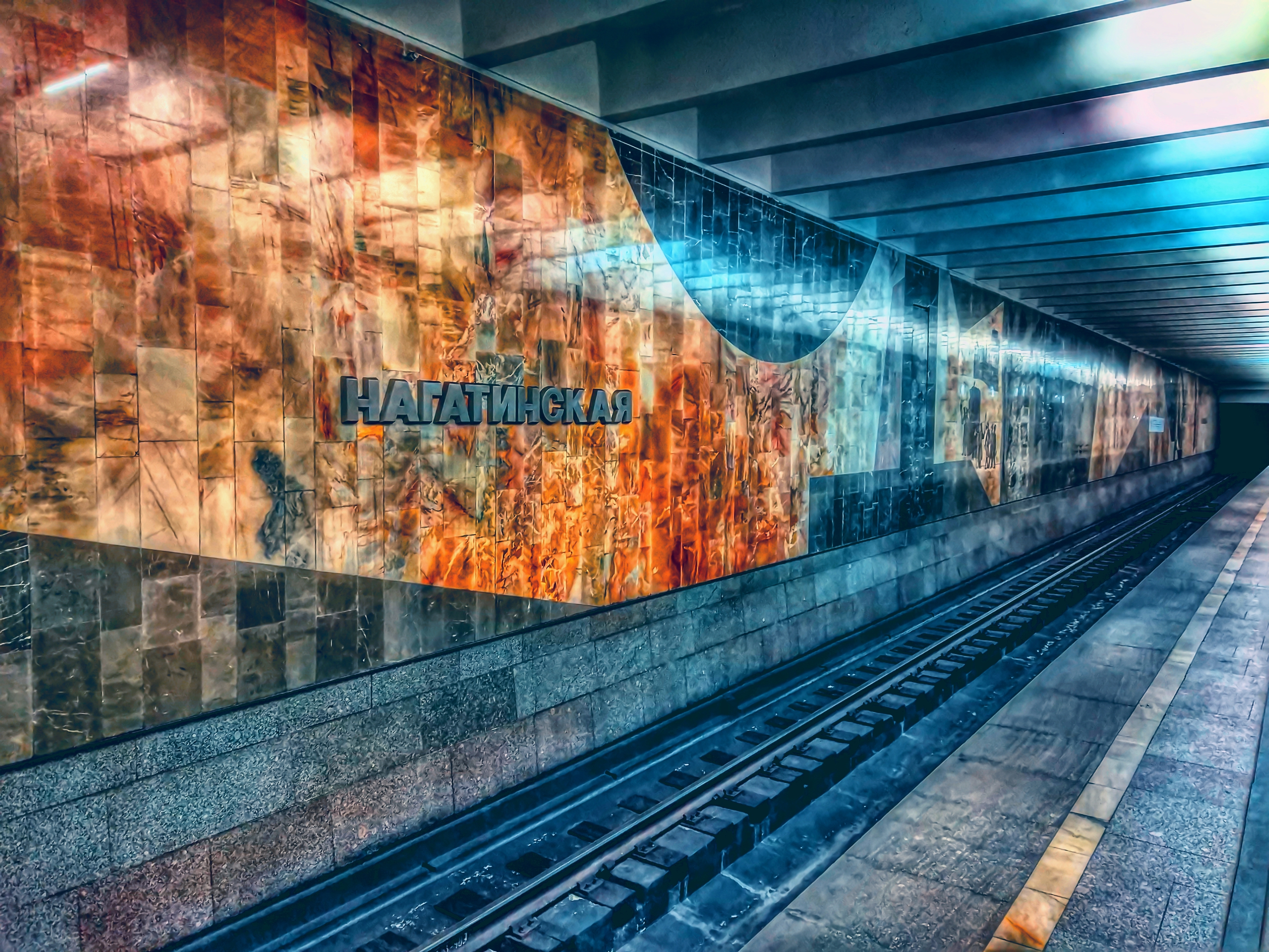
Nagatinskaïaa